# Gulf Air
Галф ер (арап. طيران الخليج‎ Тарјан ел Халиж) је национална ваздушна компанија Краљевине Бахреин. Са седиштем у Мухараку, саобраћају редовне летове до 45 дестинације у 28 земаље света кроз Азију, Африку и Европу. Матично чвориште се налази на Међународном аеродрому Бахреин.

## Дестинације

### Код-шер сарадња
Галф ер имају код-шер уговори са следеће ваздушне компаније:
| - Американ ерлајнс - Биман Бангладеш ерлајнс - бми - Гаруда Индонезија - ЕгипатЕр - Итиопијан ерлајнс - Јеменија - КЛМ | - Малејша ерлајнс - Ројан Џордејнијан - Сајпрус ервејз - Сауди Арабијан ерлајнс - СНЦФ - Тај ервејз интернашонал - Филипин ерлајнс |

## Флота
По подацима од септембра 2015. године флота Галф ера састоји се од следећих летелица:
| Ваздухоплов     | У флоти | Наручених | Седишта (Прва/Пословна/Економска) | Улазак у саобраћај |
| Боинг 787-8     | —       | 16        | —                                 | 2018.              |
| Бомбардје ЦС100 | —       | 10        | —                                 | 2018.              |
| Ербас A320-200  | 16      | —         | 110 (–/14/96) 136 (–/16/120)      | У саобраћају       |
| Ербас A320нео   | —       | 16        | —                                 | 2018.              |
| Ербас A321-200  | 6       | —         | 169 (–/8/161)                     | У саобраћају       |
| Ербас A330-200  | 6       | —         | 231 (12/24/195)                   | У саобраћају       |
| Укупно          | 28      | 42        |                                   |                    |